# Лејси Харт
Бритни Розентал (енгл. Brittany Rosenthal; Санта Барбара, 22. август 1986), познатија под псеудонимом Лејси Харт (енгл. Lacie Heart) бивша је америчка порнографска глумица.

## Каријера
Дебитовала као глумица у индустрији порнографије 2005. године када је имала 19 година. У децембру 2006. године, потписала је ексклузивни уговор са компанијом Дигитал Плејграунд. Три године касније напушта порно индустрију.
Лејси Харт је снимила око 80 порнографских филмова.

## Награде и номинације
- 2007 АВН награда номинована – Најбоља нова глумица[2]
- 2007 АВН награда номинована – Најбоља сцена оралног секса – Roughed Up[2]
- 2008 АВН награда номинована – Најбоља сцена секса у троје - Bad Bad Blondes